# Рандалстаун (Северна Ирландия)
Ра̀ндалстаун (на английски: Randalstown; на ирландски: Baile Raghnail) е град в централната част на Северна Ирландия. Разположен е около река Мейн в район Антрим на графство Антрим. Намира се на около 35 km северозападно от столицата Белфаст. На около 8 km на юг от Рандалстаун се намира най-голямото езеро в Северна Ирландия Лох Ней. Населението му е 5099 жители, по данни от 2011 г.